# 34137 Lonnielinda
34137 Lonnielinda este un asteroid din centura principală de asteroizi.

## Descriere
34137 Lonnielinda este un asteroid din centura principală de asteroizi. A fost descoperit pe 21 august 2000 la Terre Haute de Chris Wolfe. Asteroidul prezintă o orbită caracterizată de o semiaxă mare de 2,40 ua, o excentricitate de 0,20 și o înclinație de 2,7° în raport cu ecliptica.